# Antonio Boccia (politico)
Antonio Boccia (Potenza, 9 agosto 1944) è un politico e funzionario italiano, presidente della Regione Basilicata dal 7 maggio 1990 al 23 aprile 1995.

## Biografia
Nato il 9 agosto 1944 a Potenza, figlio di un imprenditore delle calzature, Boccia è stato presidente della Regione Basilicata dal 7 maggio 1990 al 23 aprile 1995, guidando una coalizione formata dal suo partito, la DC, dal Partito Socialista Italiano e dal Partito Socialista Democratico Italiano.
Alle elezioni politiche del 1996 si è candidato alla Camera dei deputati, tra le liste dei Popolari per Prodi (lista elettorale formata dal PPI, SVP, PRI, UD e i Comitati Prodi) nella circoscrizione Basilicata, venendo eletto deputato. Alle successive elezioni del 2001 viene confermato deputato alla Camera anche per la XIV legislatura, nel 2006 diventa senatore della Repubblica nella XV legislatura, fino all'aprile 2008.

## Premi e riconoscimenti
Nel 1992 gli è stato conferito dall'Amministrazione Comunale di Pomarico (MT), il Premio LucaniaOro per il Sociale.